# Oslàvie
Oslàvie (en rus: Ославье) és un poble de l'óblast de Leningrad, a Rússia, que el 2017 tenia 60 habitants.